# Большая Борла
Большая Борла — село Тереньгульского района Ульяновской области. Входит в состав Белогорского сельского поселения.

## География
Находится на реке Борла в 30 км к юго-западу от районного центра Тереньга.

## Название
По одной из версий, первыми жителями были крестьяне, переселенные сюда дворцовым приказом из с. Борлино Владимирского уезда (ныне Владимирской обл.). 
По другим источникам, название происходит от тюркского "борлы" — меловой, по окружающим село меловым холмам. Считается, что от него отделилась часть населения и было основано ещё одно село. Так коренная Борла стала именоваться Большой, а новая — Малой Борлой (ныне в Кузоватовском районе).

## История
Основано предположительно в середине XVII века. До реформы 1861 принадлежало царской фамилии.
1780 году в селе Большая Борла, при речке Борме, ясашных крестьян, экономических крестьян, помещиковых крестьян, не знающих своих помещиков крестьян, жило 714 ревизских душ. Село входило в состав Сызранского уезда Симбирского наместничества. 
С 1851 года — в Сенгилеевском уезде.
В 1860 году в селе в 230 дворах жило 2505 жителя, имелась церковь.
Храмов два: холодный и теплый. Холодный храм деревянный, построен прихожанами в 1872 г.; престол в нем во имя Святителя и Чудотворца Николая. Теплый храм тоже деревянный, без колокольни, построен прихожанами в 1877 г.; престол в нем во имя Святителя и Чудотворца Николая. 
Церк.- приход. попечительство существует с 1896 г. в селе земская школа, открыта в 1869 г., и церковная школа грамоты, открыта в 1898 г., помещается в церковной сторожке. 

## Население
| 2010 |
| ---- |
| 404  |

## Известные люди
- В посёлке родился Белов, Виктор Алексеевич — советский хозяйственный, государственный и политический деятель.

## Инфраструктура
Центр совхоза «Борлинский», средняя школа (с 1954), больница (офис врача общей практики), ДК, библиотека, детский сад (c 1985 по 2001), телеграф, отделение сбербанка, несколько магазинов («Маяк», ларек «У тети Оли»).

## Достопримечательности
- Обелиск (1960 г.)[6]